# Nomada sayi
Nomada sayi är en biart som beskrevs av Robertson 1893. Nomada sayi ingår i släktet gökbin, och familjen långtungebin. Inga underarter finns listade i Catalogue of Life.

## Bildgalleri

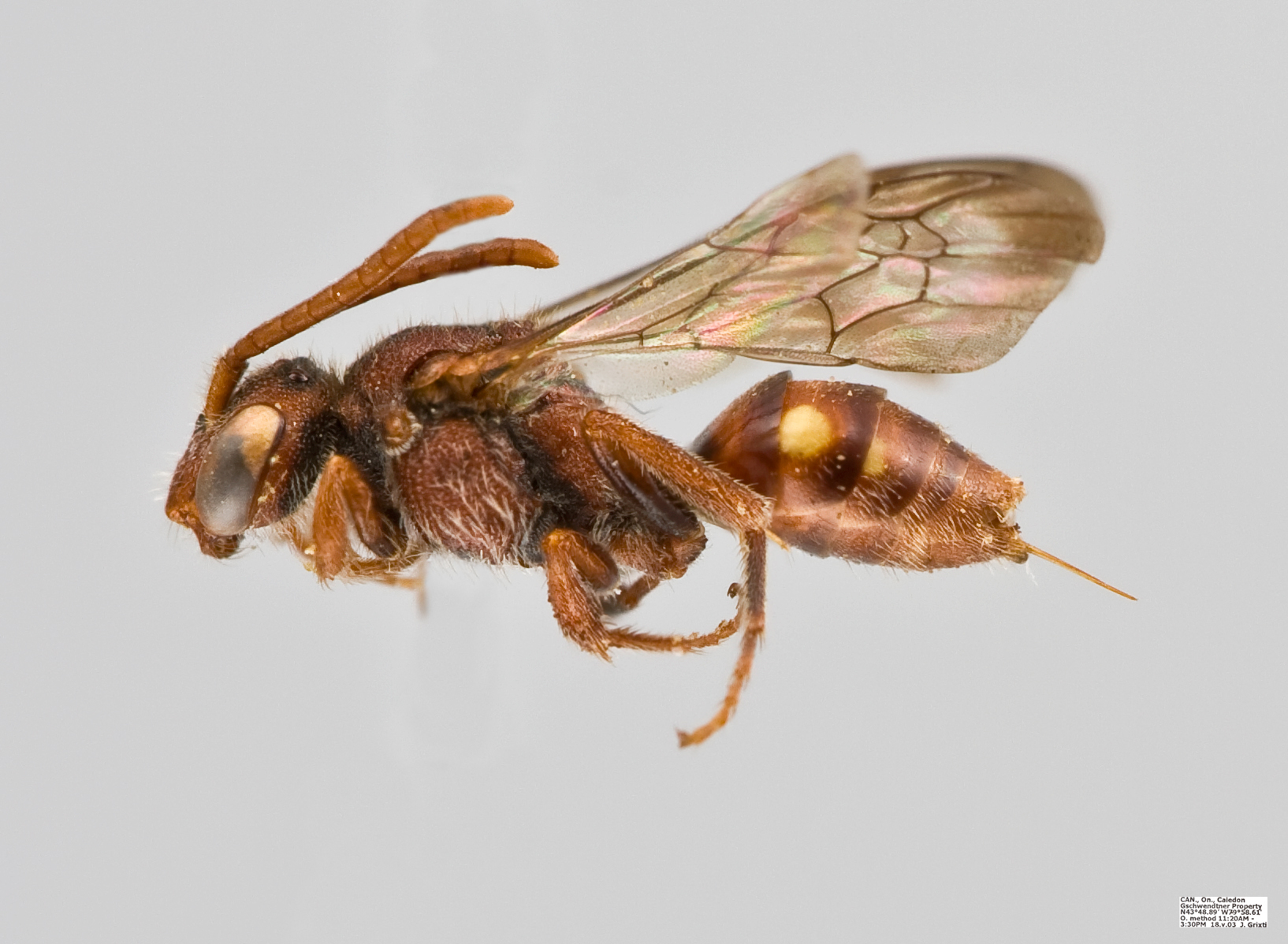